# Kieszennik dwupręgi
Kieszennik dwupręgi (Saccopteryx bilineata) – gatunek ssaka z podrodziny upiorów (Emballonurinae) w obrębie rodziny upiorowatych (Emballonuridae).

## Taksonomia
Gatunek po raz pierwszy zgodnie z zasadami nazewnictwa binominalnego nazwał w 1838 roku holenderski zoolog Coenraad Jacob Temminck nadając mu nazwę Urocryptus bilineatus. Holotyp pochodził z Surinamu. Okaz typowy (RMNH 17461) był dorosłym osobnikiem nieznanej płci na który składała się skóra i czaszka, z kolekcji H.H. Dieperinka.
Nietoperze z Meksyku i Ameryki Środkowej były wcześniej określane jako centralis, a te z Trynidadu jako perspicillifer, ale później uznano je za synonimy S. bilineata. Autorzy Illustrated Checklist of the Mammals of the World uznają ten gatunek za monotypowy. 

### Etymologia
- Saccopteryx: gr. σάκκος sákkos „worek”; πτερυξ pterux, πτερυγος pterugos „skrzydło”[11].
- bilineata: nowołac. bilineatus „dwupaskowy, dwupasiasty”, od łac. bi- „dwu-”, od bis „dwukrotny”; lineatus „liniowy”, od linea „linia”, od linum „nić”, od gr. λινον linon „len, nić”[12].

## Zasięg występowania
Kieszennik dwupręgi występuje od środkowego Meksyku (Jalisco i Veracruz) na południe przez pacyficzne i atlantyckie stoki Ameryki Środkowej do Kolumbii, na wschód do wschodniej i południowo-wschodniej Brazylii (na południe do stanu Rio de Janeiro) i na południe do Ekwadoru, wschodniego Peru, zachodniej Brazylii oraz północnej i północno-wschodnia Boliwii; zamieszkuje także Trynidad i Tobago.

## Morfologia
Długość ciała (bez ogona) 47–56 mm, długość ogona 16–23 mm, długość ucha 13–17 mm, długość tylnej stopy 10–12 mm, długość przedramienia 44–48 mm; masa ciała 6–9,3 g. Wzór zębowy: I {\displaystyle {\tfrac {1}{3}}} C {\displaystyle {\tfrac {1}{1}}} P {\displaystyle {\tfrac {2}{2}}} M {\displaystyle {\tfrac {3}{3}}} = 32. Kieszennik dwupręgi należy do najbardziej uderzająco ubarwionych nietoperzy. Od jego grzbietu poprzez barki biegną 2 białe pręgi, które przypuszczalnie mają znaczenie maskujące, ponieważ dzielą niejako ciało nietoperza na 3 odrębne części. Samce mają na skrzydłach, na wysokości stawu łokciowego, kieszeniowate zbiorniki, w których mieszczą się substancje zapachowe.

## Ekologia

### Tryb życia
W Meksyku można spotkać kieszennika dwupręgiego śpiącego na murach budynków lub pod betonowymi mostami. Każdy nietoperz pozostaje wierny swojemu miejscu pobytu, i każdego ranka wraca do niego. 

### Rozmnażanie
Samice rodzą młode w czasie pory deszczowej, gdy otoczenie oferuje największą obfitość pokarmu, jakimi są motyle i chrząszcze. Młode przestają ssać przed ukończeniem 2 miesiąca życia.